# Tachina chaetaria
Tachina chaetaria là một loài ruồi trong họ Tachinidae.